# Arenarba destituta
Arenarba destituta är en fjärilsart som beskrevs av Moore 1884. Arenarba destituta ingår i släktet Arenarba och familjen nattflyn. Inga underarter finns listade i Catalogue of Life.